# ウコンの力
ウコンの力（ウコンのちから）は、ハウスウェルネスフーズ（2013年9月まではハウス食品）が販売しているドリンク剤である。

## 概要
2004年5月発売。ハウス食品が初めて発売した機能性飲料である。飲料の他、水がなくても飲める顆粒タイプのものも販売されている。
ウコン色素や秋ウコンエキスが原材料に使われ、クルクミンなどの栄養成分が含まれている。飲用に関しては1日当たり1本を目安に飲むことを呼び掛けている。肝機能強化が期待される有効成分クルクミンなどが含まれていることから二日酔い防止の効果があるとされているが、実際はあまり効かないという意見もある。
2017年、ショッピングサイトのLOHACOとウコンの力により、独自の複合スパイスエキスを配合したスパイスドリンク「&Spice」を提供開始した。

## 商品一覧
- ウコンの力
- ウコンの力 カシスオレンジ味
- ウコンの力 パイン&ピーチ味
- ウコンの力 SUPER
- ウコンの力 レバープラス

## CM

### 出演者
- 渡邉圭祐
- 国分太一
- 星野源
- 中居正広
- 柳葉敏郎
- 有吉弘行
- 土田晃之
- 石丸幹二
- 桐谷健太
- 加藤浩次

### 備考
- 2007年からCM曲に起用されたエレファントカシマシの『俺たちの明日』は本CMの効果で一躍ヒットした例である。
- 2015年7月1日に放送開始された石丸幹二出演の『ウコンの力』「締め」篇は、10日間で放送中止CMになった。 祝いの席で使われる正しい『一本締め』と自粛された場などで使われる『一丁締め』を誤用していたまま製作され、指摘を受けた為[6]。

### CM起用曲
- エレファントカシマシ『俺たちの明日』
- 斉藤和義『攻めていこーぜ！』
- 星野源『Drinking Dance』
- サンボマスター『花束』
- Maica_n『何も知らないままで』